# 卡洛斯·埃斯泰維茲
卡洛斯·山繆爾·埃斯泰維茲（西班牙語：Carlos Samuel Estévez，1992年12月28日—），為美國職棒大聯盟的投手，目前效力於堪薩斯市皇家。他先前曾效力於洛磯、天使與費城人等隊。

## 職業生涯

### 科羅拉多洛磯
2011年，年僅18歲的埃斯泰維茲便與洛磯簽約。他在2016年4月23日登上大聯盟，於傑克·麥基受傷期間接任球隊的終結者。整季他出賽63場比賽，拿下11次救援成功。
2017年開幕戰，埃斯泰維茲主投1局無安打無失分，成功拿下勝投。6月18日，因為Chad Qualls受傷，球隊再度從3A將他拉上來。這年他出賽35場比賽，拿下5勝0敗，防禦率5.57。
2018年，埃斯泰維茲因傷報銷。隔年他的防禦率僅3.75，不過他在2020年僅投24局便丟了21分。2021年，他拿下11次救援成功，防禦率4.38。

### 洛杉磯天使
2022年12月5日，埃斯泰維茲與天使簽下2年1,350萬美元的合約。

## 外部連結
- 球員資訊和成績在MLB ，ESPN ，Retrosheet ，Baseball Reference ，Baseball Reference (Minors) ，Fangraphs ，The Baseball Cube （英文）
- 卡洛斯·埃斯泰維茲的X（前Twitter）
- 卡洛斯·埃斯泰維茲的Instagram帳戶